# DeWitt (Iowa)
DeWitt ist eine Kleinstadt im Clinton County. Sie befindet sich im Osten des US-amerikanischen Bundesstaates Iowa. Das U.S. Census Bureau hat bei der Volkszählung 2020 eine Einwohnerzahl von 5.514 ermittelt. Die Benennung der Stadt DeWitt erfolgte nach dem siebenten Gouverneur des Staates New York, DeWitt Clinton (1769–1828).

## Geografie

### Geografische Lage
Die Lage DeWitts lässt sich durch zwei Flussverläufe bestimmen. Südlich des Ortes verläuft in etwa 6 km Entfernung der Wapsipinicon River (im Volksmund auch nur Wapsi genannt), ein Nebenfluss des Mississippi. Dessen linksseitiger Zufluss, der Silver Creek, grenzt im Westen direkt an das Stadtgebiet. Umschlossen wird sie von den ländlichen Gebieten der gleichnamigen Township des Clinton County, die neben dem der Stadt auch das dünn besiedelte Umland mitverwaltet.

### Geologie
DeWitt befindet sich im östlichen Bereich des Iowan Surface, einer Großlandschaftsform im Nordosten des namensgebenden Bundesstaates. Diese zerteilt die Southern Iowa Drift Plains, welche sich südlich des Wapsipinicon River anschließen von einem kleinen nordöstlichen Teil in zwei Abschnitte.

### Ausdehnung des Stadtgebiets
Das dicht besiedelte Stadtgebiet befindet sich im Kreuzungsbereich der U.S. Highways 30 und 61. Die Siedlungsfläche (englisch settlement area) nimmt dabei eine Fläche von ungefähr 12 km² ein, die ausschließlich aus Landfläche besteht.

### Nachbargemeinden
|                                        | Welton 11 km                                |                |
| Grand Mound (Iowa) (Scott County) 9 km | Kompassrose, die auf Nachbargemeinden zeigt | Low Moor 16 km |
|                                        | Long Grove (Iowa) 14 km                     |                |

## Geschichte

### Religionen

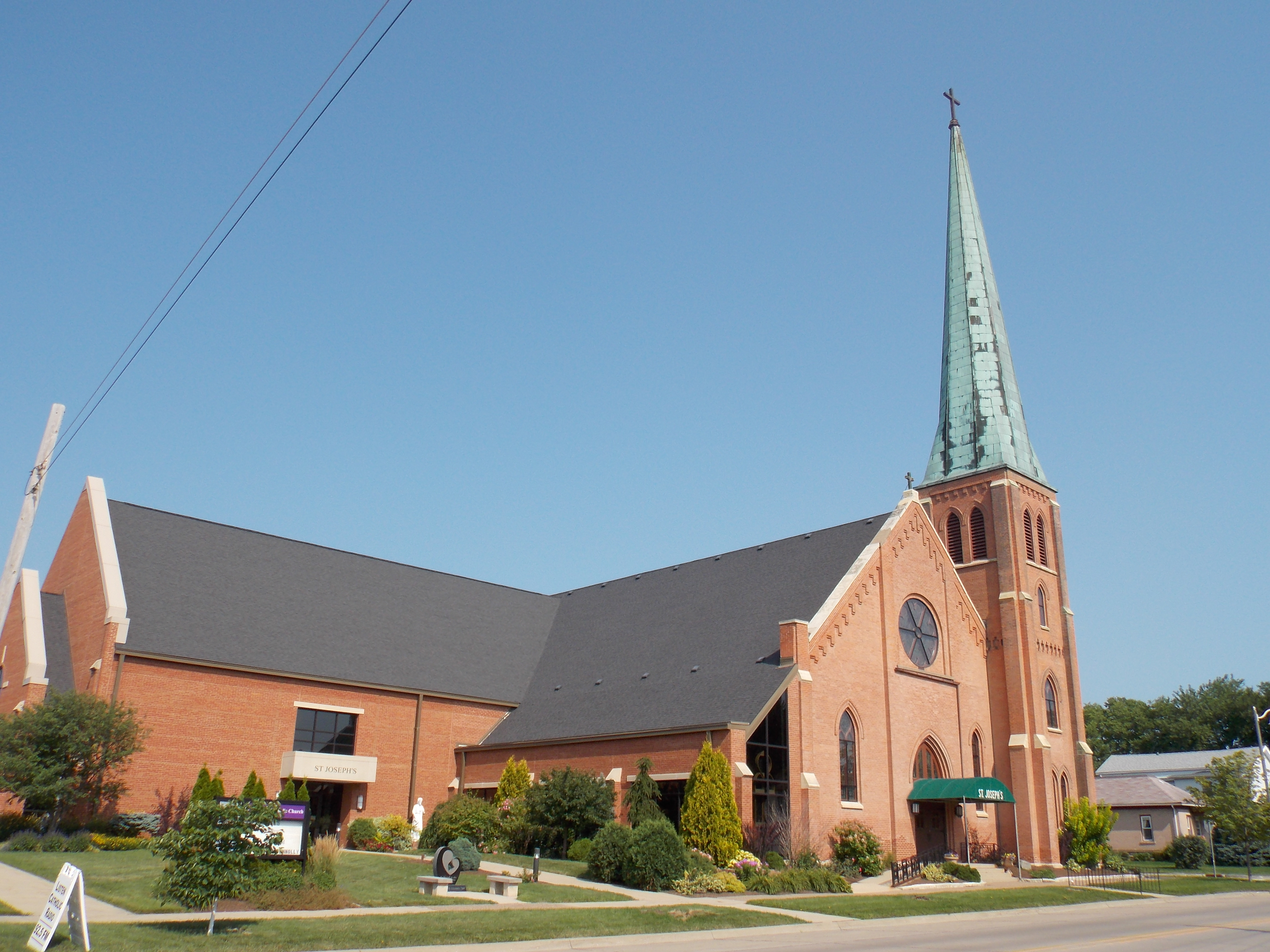
Saint Joseph Catholic Church

Vor Ort sind Kirchen verschiedener Glaubensrichtungen ansässig. Die Zahl der nachfolgend aufgeführt Gemeinden weist auf die Pluralität der christlichen Bekenntnisse hin:
- Cornerstone Assembly of God
- DeWitt Evangelical Free Church
- DeWitt Lutheran Fellowship
- First Congregational United Church of Christ
- Grace Lutheran Church & Preschool
- Grace Lutheran Church Camp
- Saint Joseph Catholic Church & School
- United Methodist Church of DeWitt

## Politik
Politische Entscheidungen werden in DeWitt durch den Bürgermeister und einen fünfköpfigen Gemeinderat (englisch City Council) getroffen. Fachspezifische Beratungen finden in fünf Ausschüssen statt.

### Städtepartnerschaften
Die Stadt DeWitt unterhält eine Städtepartnerschaft mit der nordfriesischen Gemeinde Bredstedt.

## Demografische Daten
Bei der Volkszählung im Jahre 2010 wurde eine Einwohnerzahl von 5.322 ermittelt. Diese verteilten sich auf 2.208 Haushalte in 1.415 Familien.
Die Bevölkerung bestand im Jahre 2010 aus 97,1 % Weißen, 0,8 % Afroamerikanern, 0,1 % Indianern, 0,4 % Asiaten und 0,2 % anderen. 1,5 % der Einwohner gaben an, aus zwei oder mehr ethnischen Gruppen abstammend zu sein.
Die Demographische Zusammensetzung der Bevölkerung DeWitts sieht dabei wie folgt aus: 27,5 % waren unter 20 Jahren, 10,4 % zwischen 20 und 29, 18,9 % zwischen 30 und 44, 26,0 % zwischen 45 und 64 und 17,2 % 65 und älter. Das durchschnittliche Alter lag bei 39,7 Jahren. Auf 100 Frauen kamen statistisch 90,1 Männer, bei den über 18-Jährigen 85,8.
Bei der vorangegangenen Volkszählung aus dem Jahr 2000 gaben 46,4 % der hier lebenden Bewohner (2.344 von 5.050) an, auch deutsche Vorfahren gehabt zu haben.

## Kultur und Sehenswürdigkeiten
Die wohl bedeutendste Sehenswürdigkeit ist das sogenannte German Hausbarn Museum. Dieses befindet sich in einem Gebäude aus dem Jahre 1727, welches in Niebüll abgebaut, im Anschluss verschifft und dann nahezu originalgetreu in DeWitt wieder aufgebaut wurde. Neben den Museumsräumen hat hier die örtliche Handelskammer weitere Geschäftsräume zur eigenen Nutzung eingerichtet. Das Museum ist eine Reminiszenz an die deutschen Vorfahren einer in ihrer Größe bedeutenden Bevölkerungsgruppe.
Darüber hinaus befindet sich ein Kulturzentrum im Ort, das Opera House Theater. Neben Kinofilmvorstellungen werden in regelmäßigen Abständen auch Reiseberichte vom örtlichen Lions Club gezeigt.
Darüber hinaus finden auf der Ostseite des Lincoln Parks an zwei Tagen in der Woche halbtäglich Wochenmärkte v. a. landwirtschaftlicher Produkte statt.

## Wirtschaft und Infrastruktur

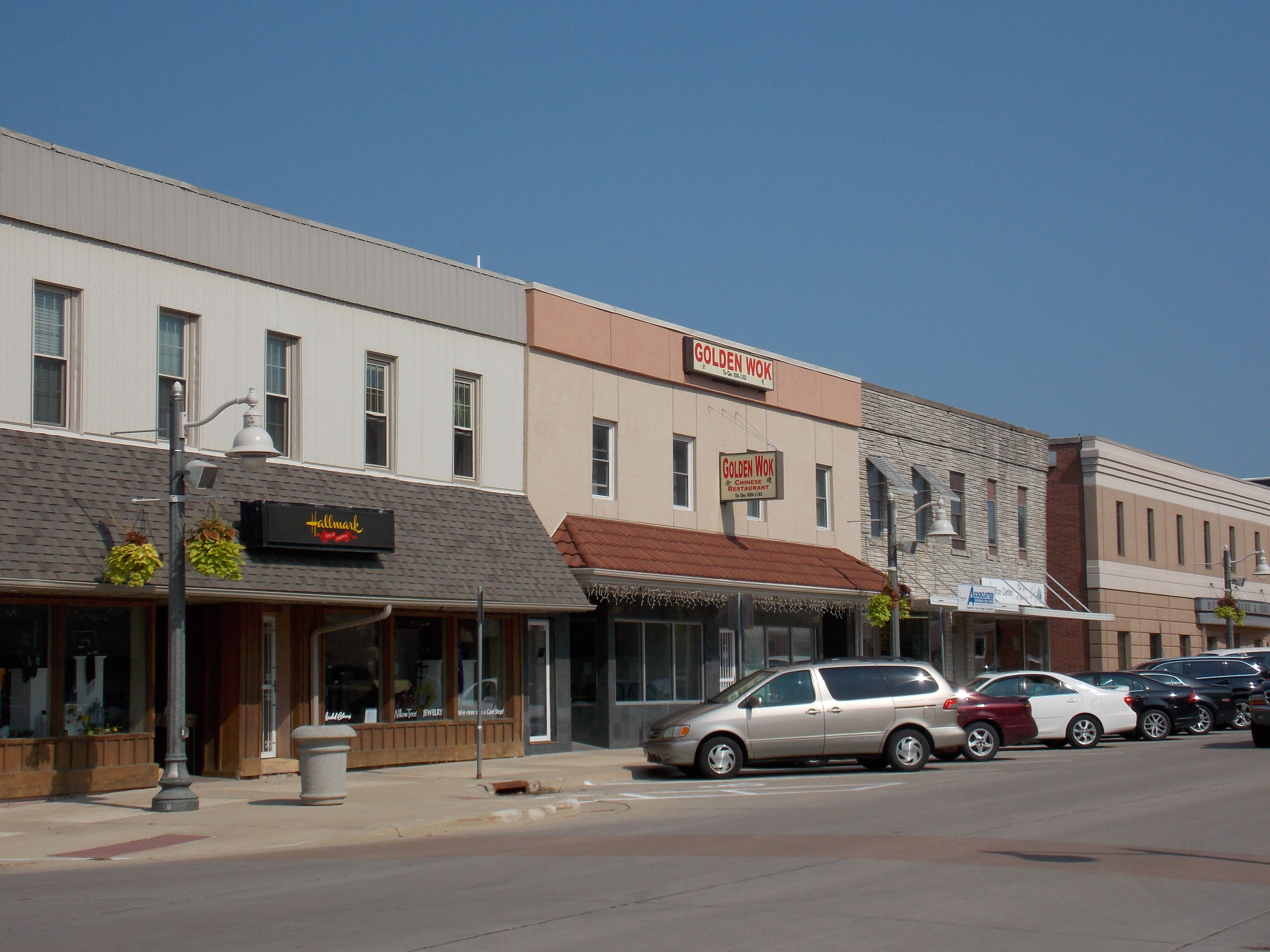
Geschäfte im Zentrum von DeWitt

Die Wirtschaftsstruktur in DeWitt ist in überwiegendem Maße KMU geprägt.
In einem Gewerbepark hat sich mit Guardian Industries ein Industriebetrieb mit einer Fertigungsstätte für Floatglas angesiedelt.
Vor allem nördlich und östlich des Ortszentrum dominieren landwirtschaftliche Einzelgehöfte die typische agrarstrukturelle Siedlungsstruktur der umliegenden Township. Die typischen Anbautypen sind der Mais- und Sojaanbau sowie die Viehzucht.

### Verkehr
DeWitt ist im Individualverkehr über die U.S. Highways 30 und 61 mit den zentralen Orten Clinton (Kreisstadt des gleichnamigen County) und Davenport im Osten des Staates Iowa verbunden.
Daneben führt eine Bahntrasse der Union Pacific Railroad am südlichen Stadtrand vorbei. Auf der gegenüberliegenden Seite, zwischen der Bahntrasse und dem US Highway #30 ist das Industriegebiet entstanden. Die Strecke wird aber lediglich für den Güterverkehr genutzt.
Der nächstgelegene Flugplatz (Clinton Municipal Airport) befindet sich gut 17 km östlich des Ortszentrums. Der nächstgelegene internationale Flughafen ist der Quad City International Airport in Moline (Illinois) (ca. 40 km südlich).

### Medien
Vor Ort ansässig ist ein lokaler Zeitungsverlag. Er bringt den DeWitt Observer heraus.

### Bildung
DeWitt bietet ein durchgängiges Schulsystem vom Kindergarten bis zu Highschool. Die Ekstrand Elementary School, welche Klassenunterricht vom Vorschulalter (Kindergarden) bis zur 5. Jahrgangsstufe befindet sich in direkter Lage zu Wohngebieten (englisch residential areas) an der 14. Straße. Die weiterführenden Schulen (Central Middle- und Central High School) sind am östlichen Ortsrand in einem Schulzentrum untergebracht.
Daneben befindet sich eine Privatschule in Trägerschaft der Saint Joseph Church im Ort.

## Persönlichkeiten

### Söhne und Töchter der Stadt
- Danny Moeller (* 23. März 1885), Major-League-Baseball-Spieler

### Persönlichkeiten, die vor Ort gewirkt haben
- NASA-Astronaut David Carl Hilmers ist in DeWitt aufgewachsen